# Kamov Ka-22
Le Kamov Ka-22 Vintokryl (« aile à hélices » en russe, nom de code OTAN « Hoop ») était un aéronef convertible biturbine.

## Description
Le fuselage, repris de l'Antonov An-10, comportait une rampe d'accès pour le chargement de fret ou de véhicules. La pointe avant était constituée d'une grande verrière. Il était équipé d'un train tricycle fixe.
Deux moteurs, montés chacun à l'extrémité de chacune des demi-voilures de forme droite encastrées en position haute, entraînaient deux rotors à quatre pales pour la sustentation, ainsi que deux hélices à quatre pales pour le vol de translation, le crabotage s'effectuant de manière progressive entre les deux modes.
Le type de moteur utilisé était une évolution du D-25V de 5 500 ch utilisé sur les hélicoptères Mil Mi-6, Mil Mi-10 et Mil Mi-12 (ou V-12). Le dernier étage de turbine était une roue libre qui entraînait la boîte de transmission.
Son équipage était composé de 4 personnes : 2 pilotes, 1 technicien et 1 opérateur radio.
La combinaison de la voilure fixe et de la voilure tournante lui conférait des caractéristiques particulières, qui lui permirent de battre des records encore non surpassés aujourd'hui.

## Historique
Construit par l'usine aéronautique de Tachkent, il débuta ses essais en vol le 20 avril 1960. Il fut présenté le 9 juillet 1961, lors des Journées nationales de l'aviation à Touchino (Union soviétique).
Le 7 octobre 1961, le Vintokryl établit un record de vitesse (Class E. II) en atteignant 356 km/h sur un circuit de 25 km. Le 24 novembre 1961, il établit un nouveau record en emportant une charge de 16 485 kg à l'altitude de 2 000 mètres, ainsi que d'autres charges à des altitudes record.
Le programme Ka-22 fut abandonné à la suite d'un accident survenu en 1964.